# The Seventh Curse
A The Seventh Curse (A hetedik átok, kínai: 原振俠與衛斯理, pinjin: Yuan Zhen-Xia yu Wei Si-Li) egy 1986-ban bemutatott hongkongi akcióhorror. Rendezője Ngai Kai Lam, főszereplői Chow Yun-fat és Maggie Cheung.

## Cselekmény
Yuan (Chin Siu Ho), a fiatal rendőr Thaiföldi dzsungelében segíteni akar egy gyönyörű lánynak, hogy ne áldozzák fel őt a Worm (féreg) törzsnek, melyhez tartozik. Amikor a törzs tagjai foglyul ejtik őt, a varázsló előhívja az ősi szörnyeteget, hogy az elpusztítsa a betolakodókat, Yuant pedig megátkozza hét "vér-átokkal", melyek időszakonként sebet robbantanak a testébe. Amikor a hetedik átok is bekövetkezik, a férfi meghal. Betsy (Sau-Lau Tsui), a megmentett lány segít rajta, és megállítja az átkot egy olyan ellenszerrel, mely egyetlen évig tart, ezért barátja és mestere, Wei (Chow Yun-fat) tanácsára vissza kell mennie Thaiföldre egy hosszabb távú megoldást találni. Wei mindenlébenkanál unokahúga, az újságíró Tsai-Hung (Maggie Cheung) is vele tart Tahiföldre, és Huh Lung (Dick Wei), a törzs előző főnöke is segít Yuannak.
A Férgek törzse felé tartva az erdőben Tsai-Hungot foglyul ejti a törzs. Yuan és Huh Lung a faluba hajt, és a varázsló barlangjában kiszabadítják Tsai-Hungot. A varázsló azonban fekete mágiával megbabonázta a lányt, és az a táborukban Yuanra és társaira támad. Közben Wei is megérkezik, neki sikerül lefegyvereznie a lányt és benyugtatózzák, majd Betsy segítségével sikerül a fekete mágiát  megtörniük. Ezalatt Yuanban már a hatodik átok is sebet robbantott, egy napja van hátra. Huh Lunggal együtt meg kell szereznie egy hatalmas Buddha-szoborból egy ős hamvait, amivel saját átkát megtörheti. Az utolsó átok robbanásakor sikerül lenyelnie az ellenszert, ezután Tsai-Hungot és Betsy-t kell megmenteniük ismét a varázslótól. A varázsló újra előhívja az őst, és Wei emberei az utolsó pillanatban mentik meg őket a haláltól. Egy saját varázslattal létrehozott „kis szellem” segítségével próbálják legyőzni az őst, de végül csak Wei rakétavetője bír el vele.

## Szereplők
- Chow Yun-fat – Wei
- Chin Siu Ho – Dr. Yuan Chen-Hsieh
- Maggie Cheung – Tsai-Hung
- Chor Yuen – Chu
- Sibelle Hu – Su
- Elvis Tsui – Aquala
- Sau-Lai Tsui – Betsy
- Yasuaki Kurata – Ho kapitány
- Dick Wei – Huh Lung
- Ken Boyle – professzor
- Kara Hui – Chiang felügyelő
- Ni Kaung – narrátor

## Külső hivatkozások
- IMDb
- azsiafilm.hu